# الغيلي الحيظاني (الرضمة)

تعديل مصدري - تعديل

الغيلي الحيظاني أو (بيت الحيظاني) هي إحدى قرى عزلة البكرة بمديرية الرضمة التابعة لمحافظة إب، بلغ تعداد سكانها 242 نسمة حسب تعداد اليمن لعام 2004.